# Coilia grayii
Coilia grayii is een straalvinnige vis uit de familie van ansjovissen (Engraulidae) en behoort derhalve tot de orde van haringachtigen (Clupeiformes). De vis kan een lengte bereiken van 25 centimeter.

## Leefomgeving
Coilia grayii komt zowel in zoet als zout water voor. Ook in brak water is de soort waargenomen. De vis prefereert een tropisch klimaat en heeft zich verspreid over de Grote- en Indische Oceaan.

## Relatie tot de mens
In de hengelsport wordt er weinig op de vis gejaagd.